# Gold unter dem Schnee
Gold unter dem Schnee ist ein Roman des Abenteurers und Schriftstellers Nicolas Vanier, in dem es um den Goldrausch am Klondike im Jahre 1897 geht.

## Handlung
Der in San Francisco lebende Hafenarbeiter Matt erhält 1897 noch vor den meisten anderen die Nachricht vom Goldfund am Klondike. Er macht sich mit einigen wenigen Mitwissenden auf in den hohen Norden. Nach einem beschwerlichen Weg, auf dem er mehrmals nur knapp dem Tod entrinnt, kommt er endlich in der neuen Goldsuchermetropole Dawson an. Wie viele andere muss auch er einsehen, dass er zu spät kommt: die besten Claims sind bereits vergeben. So zieht er zusammen mit Schlittenhunden, welche er zuvor auf dem Weg nach Dawson gekauft hat, weiter gen Norden, um sich in der einsamen Wildnis niederzulassen und hier weiter nach Gold zu suchen. Er kehrt nur noch in die Stadt zurück, um Blanquette zu besuchen, eine alte Liebschaft, die zufällig auch hier ist. Doch bald muss er einsehen, dass sie nicht die wahre Liebe seines Lebens ist.
In der Wildnis trifft er immer wieder auf Mersh, einen alten Trapper. Auf einer seiner Reisen durch die unberührte Natur gelangt er in ein Indianerdorf. Hier verliebt er sich auf den ersten Blick in Nastasia, die, wie sich später herausstellt, Mershs Tochter ist. Nachdem diese aber kein Interesse an ihm hat, sucht Matt weiter nach Gold. Als er eine große Goldader entdeckt, entwickelt sich eine spannende Verfolgung: Mersh ist von dem Indianerstamm beauftragt worden, Matt zu töten, falls dieser die Ader findet. Den Indianern kommt es darauf an, einen weiteren naturzerstörenden Goldrausch wie den am Klondike zu verhindern. Auf der Flucht trifft Matt Nastasia wieder und gewinnt ihre Liebe, indem er sie überzeugt, dass er nicht mehr am Gold interessiert ist.
Der Roman endet vor Matts Blockhütte. Mersh, der hier auf ihn wartet, glaubt die Geschichte nicht und als sich seine Tochter Nastasia zwischen ihn und Matt stellt, sieht Mersh sich gezwungen, sich zu erschießen.